# SlinCraze
Nils Rune Utsi (Máze, 20 octubre 1990), més conegut pel seu nom artístic SlinCraze és un raper sami de Noruega. Canta principalment en sami septentrional, però també en noruec i anglès. Es considera un dels músics del rap samis més importants.
Va començar a actuar quan tenia 14 anys en el festival de Pasqua de Kautokeino, i de llavors ençà ha publicat gran quantitat de singles i EPs, amb cetenars de milers de reproduccions en diferents plataformes digitals. El tema "Dus lea" que va publicar 2015, en què un home i insulta la seva parella i l'amenaça de pegar-li, va generar crítiques. Slincraze va desmentir les acusacions de misogínia, alegant que volia generar debat sobre la violència de gènere i aviat va despenjar la cançó de les xarxes.
El 2018 va anunciar que tenia càncer i es va apartar breument dels escenaris.
El 2020 va rebre el premi Premi Áillohaš de música, per haver obert camins en la música rap en llengües samis.

## Discografia (selecció)
- 2015 Mirku EP
- 2019 Jesus Kristus
- 2020 Rašši